# Sebevraždy v Saúdské Arábii
Tento článek pojednává o sebevraždách v Saúdské Arábii.
V roce 2016 byla míra sebevražd 3,4 na 100 tisíc obyvatel, čímž se Saúdská Arábie ve světě zařadila na 163. místo. Kvůli zákonům zakazující sebevraždy však mohou být údaje značně podhodnoceny.

## Legislativa
V Saúdské Arábii je sebevražda považována za zločin.

## Podle skupin

### Ženy
Diskriminace, přísná sociální omezení a nucené sňatky jsou pro ženy motivací k sebevraždám.

### Migranti
V průzkumu, provedeném v regionu Dammam, bylo zjištěno, že míra sebevražd je u migrantů nepoměrně vyšší.